# Bahij Hojeij
Bahij Hojeij (né en 1948 à Zahle, Liban) est un réalisateur de fictions et documentariste.
Son deuxième long métrage de fiction intitulé Que vienne la pluie est sorti en 2010.

## Filmographie partielle
Fiction Cinéma
- 2004 : La Ceinture de Feu (95 min)
- 2010 : Que vienne la pluie (100 min)
- 2018 : Good Morning  (86 min)

Télévision
- 1997 : Al Oumbachi

Série télévisée tirée de l'œuvre de l’écrivain libanais, Maroun Abboud.
Réalisation de 10 épisodes de 50 minutes produits et diffusés par la L.B.C.
- 1989 : Beyrouth, Paris, Beyrouth, production L.B.C

La communauté libanaise en France, pendant les années de la guerre.
Documentaires
- La ligne verte (1988) Documentaire (40 min). Vivre sur les lignes de démarcation à Beyrouth pendant la guerre.
- Beyrouth, le dialogue des ruines (1993). Documentaire 52 min le passé de la ville, la nécessité de sauvegarder dans tout projet de reconstruction le patrimoine historique.
- Défi à l'oubli (1996-1997) La Direction générale des antiquités. 40 minutes. Réhabilitation du musée national de Beyrouth.
- Beyrouth dévoile ses trésors (1997), produit par l'UNESCO Beyrouth
- Kidnappés (1998) Documentaire de 52 min sur les 17 000 disparus de la guerre au Liban
- Liban, message d’une terre sainte (2000). Documentaire de 35 minutes
- Les moissons de la mémoire (2001) via le ministère de la Culture. Un documentaire de 15 minutes sur les Archives nationales
- Cités d’Orient, Beyrouth (2003)
- Le Pont de Maameltein (2006). Documentaire de 30 min. Restauration du pont de Maameltein bombardé par l’aviation israélienne

## Récompenses et distinctions
Cinéma
- La Ceinture de Feu (95 min)

Prix du faisant d'argent au festival de Kerala (Inde), 2004 

Prix FIPRESCI (Fédération Internationale des critiques de cinéma) au Festival International de Kerala (Inde), 2004

Prix du meilleur second rôle féminin pour Julia Kassar aux Journées cinématographiques de Carthage, 2004

Documentaires
- Défi à l'oubli (1996-1997) Prix du meilleur documentaire. Festival de film de Beyrouth, 1997
- Kidnappés (1998) Prix CMCA. Meilleur film documentaire méditerranéen, Palerme 1998